# Polydéndri (Agiá)
Ne doit pas être confondu avec Polydéndri.
Le domaine royal Polydéndri (en grec moderne : Το βασιλικό κτήμα Πολυδενδρίου) est un vaste domaine agricole et forestier (d'une superficie d'environ 33 600 000 m2) situé à l'ouest de Lárissa, dans le dème d'Agiá, en Grèce. Longtemps propriété de l'ancienne famille royale de Grèce, il a été nationalisé par la République hellénique en 1994.

## Histoire
En 1906, le diadoque Constantin de Grèce achète le domaine de Polydéndri à un grand propriétaire terrien d'origine turque nommé Hassan Efendi Leondaritis pour la somme de 397 500 drachmes. Peu après la mort de Constantin, en 1924, sa veuve et leurs enfants (à l'exception de la princesse Catherine, qui conserve 1/8 du domaine en indivision) revendent Polydéndri à un capitaine de la marine marchande grecque du nom d'Athanassios Galeos pour la somme de 650 000 drachmes. En 1924, ce dernier transforme le domaine en une société forestière, finalement dissoute en 1938. 
Quelques mois plus tard, en 1939, le diadoque Paul de Grèce, troisième fils de Constantin, rachète les 7/8 du domaine pour la somme de 4 000 000 drachmes tirés de la dot de son épouse, la princesse Frederika de Hanovre. Après la mort de Paul Ier, sa veuve hérite de 14/32 de Polydendri et leurs trois enfants (le roi Constantin II et les princesses Sophie et Irène de Grèce) reçoivent 14/96 du domaine. Pendant quelques années, Polydéndri devient alors la résidence principale de la reine douairière Frederika.
En 1968, Sophie de Grèce renonce à sa part de Polydendri au profit de sa mère et de ses frère et sœur. À la mort de la reine douairière, en 1981, chacun de ses trois enfants hérite de 49/288 du domaine. L'ancienne famille royale étant alors exilée, elle ne peut cependant jouir de Polydéndri.
En 1994, la République hellénique exproprie l'ancienne famille royale de Grèce de l'ensemble de ses propriétés (Tatoï, Mon Repos et Polydéndri) sans la moindre indemnisation. Constantin II et les siens jugeant cette décision discriminatoire, ils portent l'affaire devant les tribunaux, ce qui les conduit jusqu'à la Cour européenne des droits de l'homme. Finalement, en 2000, l'arrêt ex-roi de Grèce et autres contre Grèce donne en partie raison à l'ancien monarque et à ses proches. La nationalisation des biens de l'ancienne dynastie est en effet confirmée par la Cour, mais la République hellénique est condamnée à verser un peu moins de 14 000 000 euros d'indemnités aux Glücksbourg.